# 2022年香港國際賽事
2022年香港國際賽事於2022年12月11日在沙田馬場舉行，除了四場國際一級賽外，還包括了國際騎師錦標賽等活動。由於贊助關係，賽事正式名稱為浪琴香港國際賽事2022（Longines Hong Kong International Races 2022）。

## 贊助合約
香港賽馬會與浪琴錶贊助合約延長至2026年。除香港國際賽事，還包括國際騎師錦標。以及在跑馬地馬場舉行浪琴賽馬夜及盃賽浪琴錦標賽。由是屆起，品牌中文名稱由浪琴表更名為浪琴。

## 馬會錦標賽事
三場指定香港國際賽事前哨戰在11月20日舉行，三甲馬匹可獲香港國際賽事優先出賽資格。中銀香港繼續贊助整個賽馬日，亦稱中銀香港賽馬日。

#### 馬會短途錦標
剛勝出精英碗的福逸大熱倒灶，只是跑獲第六名。今季勝出特首盃的金鑽貴人在潘頓胯下勝出賽事。上屆冠軍錶之未來跑入一席第二，而韋小寶則跑入一席第三。

#### 馬會一哩錦標
應屆香港馬王金鎗六十儘管面對超新星加州星球，仍在拍檔何澤堯胯下，以超快末段趕過對手贏馬，完成三連霸。加州星球以頸位之差不敵金鎗六十跑入一席第二，應屆董事盃冠軍夏威夷跑入一席第三。

#### 馬會盃
應屆香港打吡大賽及女皇盃冠軍浪漫勇士由悉尼冠軍騎師麥道朗策騎，最後以沙田分級賽場地紀綠時間1分59秒23輕鬆奪冠。同屬沈集成廐下的飛輪閃耀跑入一席第二，而多巴先生則跑入一席第三，但應屆香港金盃及遮打盃冠軍將王在九匹參戰馬當中以最後一名完成。

## 防疫安排
因應冠狀病毒病疫情安排。較2021年比賽，香港政府已經大幅放寬措施，不需要安排賽馬防護泡。包括賽馬人員及一般旅客入境香港後，可以「黃碼」進入沙田馬場及跑馬地馬場，亦適用於雙邊投注賽事，惟不能在馬場內室內餐飲範圍進餐。此外海外馬匹報名提前一週截止以及不設補充報名安排維持不變。闊別三年，尾場賽事完結後恢復舉辦煙火匯演儀式。

## 國際騎師錦標賽
國際騎師錦標賽12月7日在跑馬地馬場舉行。將會以四關賽事一決高下。香港賽馬會公佈了8位邀請騎師以及2021年國際騎師錦標賽冠軍兼2021-22年香港馬季冠軍騎師潘頓。除潘頓外，另外三位香港代表騎師將以截止11月23日跑馬地賽事後成績決定參賽騎師，並選出何澤堯、蘇兆輝以及蔡明紹三人。
此外，麥利奧、川田將雅以及巴米高，原為本屆國際騎師錦標賽參加者，但因確診新冠病毒，未能參加。12月4日宣佈當時處於隔離期間麥利奧參加資格由澳洲騎師布文代替。12月6日，日本騎師川田將雅未能通過登機前核酸檢測，無緣參加本屆賽事，資格由希威森取代。12月7日，法國騎師巴米高早上進行的新型冠狀病毒核酸檢測結果呈陽性，無緣參加本屆賽事，資格由梁家俊取代。
參賽騎師
- 潘頓：五屆香港冠軍騎師[11]，兼三屆國際騎師錦標賽冠軍[12]。
- 賈傑美：2020-21年維多利亞州城市冠軍騎師[13]。
- 布文：2021年取得策騎生涯第100場一級賽勝利[14]。
- 莫雅：巴利多爾馬房岳伯仁首席主帥。贏出2022年育馬者盃舒密加獎[15]。
- 馬昆：八場一級賽冠軍騎師，包括策騎灣畔童子爆冷贏出女皇伊利沙伯二世錦標[16]。
- 杜苑欣：2021年創下女騎師在單一英國馬季贏頭馬最多紀錄。並於法國橡樹大賽（英语：Prix de Diane）首次勝出歐洲經典賽[17]。
- 希威森：2020-21年南非冠軍騎師[18]。2021年以南非代表參加賽事。今年則代替川田將雅，以香港騎師身份出戰。
- 麥道朗：紐西蘭出身以澳洲新南威爾斯州為基地騎師。2021年入選紐西蘭賽馬殿堂[19]。
- 何澤堯：金鎗六十主戰騎師。三屆告東尼獎得主。今年遠赴日本客串即能勝出分級賽。
- 蘇兆輝：2018年國際騎師錦標賽冠軍，今年首次代表香港出戰。
- 蔡明紹：2021-22年告東尼獎得主。
- 梁家俊：上季以48場頭馬，打破自己的頭馬紀錄。

| 代表國家/地區 | 騎師   | 第一關 第4場 4班1000米 | 第一關 第4場 4班1000米 | 第二關 第5場 4班1650米 | 第二關 第5場 4班1650米 | 第三關 第7場 3班1650米 | 第三關 第7場 3班1650米 | 第四關 第8場 3班1200米 | 第四關 第8場 3班1200米 | 排名 | 總分 |
| 代表國家/地區 | 騎師   | 座騎名次               | 得分                   | 座騎名次               | 得分                   | 座騎名次               | 得分                   | 座騎名次               | 得分                   | 排名 | 總分 |
| ------------- | ------ | ---------------------- | ---------------------- | ---------------------- | ---------------------- | ---------------------- | ---------------------- | ---------------------- | ---------------------- | ---- | ---- |
| 英国          | 馬昆   | 4                      | 0                      | 5                      | 0                      | 1                      | 12                     | 7                      | 0                      | 1#   | 12   |
| 香港          | 蘇兆輝 | 9                      | 0                      | 4                      | 0                      | 10                     | 0                      | 1                      | 12                     | 1#   | 12   |
| 香港          | 何澤堯 | 1                      | 12                     | 11                     | 0                      | 5                      | 0                      | 6                      | 0                      | 3    | 12   |
| 香港          | 梁家俊 | 6                      | 0                      | 1                      | 12                     | 11                     | 0                      | 8                      | 0                      | 3    | 12   |
|               | 賈傑美 | 11                     | 0                      | 3                      | 4                      | 9                      | 0                      | 2                      | 6                      | 5    | 10   |
|               | 布文   | 7                      | 0                      | 2                      | 6                      | 6                      | 0                      | 11                     | 0                      | 6    | 6    |
| 香港          | 希威森 | 10                     | 0                      | 8                      | 0                      | 2                      | 6                      | 10                     | 0                      | 6    | 6    |
| 香港          | 蔡明紹 | 2                      | 6                      | 10                     | 0                      | 12                     | 0                      | 9                      | 0                      | 6    | 6    |
| 新西兰        | 麥道朗 | 8                      | 0                      | 9                      | 0                      | 3                      | 4                      | 4                      | 0                      | 9#   | 4    |
| 英国          | 莫雅   | 3                      | 4                      | 12                     | 0                      | 4                      | 0                      | 12                     | 0                      | 9#   | 4    |
| 英国          | 杜苑欣 | 12                     | 0                      | 6                      | 0                      | 8                      | 0                      | 3                      | 4                      | 11   | 4    |
| 香港          | 潘頓   | 5                      | 0                      | 7                      | 0                      | 7                      | 0                      | 5                      | 0                      | 12   | 0    |

備註：各騎師所代表的國家或地區由香港賽馬會發佈。 #有關騎師其中一場賽事中取得第四，排名較得分相同的其他騎師為高。
第一關四班1000米賽事，由何澤堯策騎的旋里多采在取下領先後保持領先，力壓蔡明紹的快一步和莫雅的富高八斗取勝，而這是國際騎師錦標賽史上，首次有香港出生騎師包辦賽事連贏。第二關由梁家俊策騎的威威鬥士取勝。第三關由馬昆策騎的又龍轉鳳取勝。第四關由蘇兆輝策騎的順勢而飛大熱取勝，與馬昆取得一冠一殿雙雙成為國際騎師錦標賽總冠軍。

## 香港國際賽事
2022年香港國際賽事，香港瓶、香港一哩錦標及香港盃獎金增加，總獎金達1億1000萬港元。此外，香港賽馬會首次以主辦單位，公佈獲邀馬匹名單。
| 賽事         | 總獎金（港元） | 冠軍        | 亞軍       | 季軍       | 第四名     | 第五名     | 第六名   |
| ------------ | -------------- | ----------- | ---------- | ---------- | ---------- | ---------- | -------- |
| 香港瓶       | $22,000,000    | $12,540,000 | $4,840,000 | $2,200,000 | $1,254,000 | $726,000   | $440,000 |
| 香港短途錦標 | $24,000,000    | $13,680,000 | $5,280,000 | $2,400,000 | $1,368,000 | $792,000   | $480,000 |
| 香港一哩錦標 | $30,000,000    | $17,100,000 | $6,600,000 | $3,000,000 | $1,710,000 | $990,000   | $520,000 |
| 香港盃       | $34,000,000    | $19,380,000 | $7,480,000 | $3,400,000 | $1,938,000 | $1,122,000 | $680,000 |

### 香港瓶
開跑時間：14:10（UTC+8）
| 馬號 | 馬匹     | 代表國家/地區 | 騎師   | 練馬師   | 國際評分 | 負磅 | 馬齡 | 檔位 |
| ---- | -------- | ------------- | ------ | -------- | -------- | ---- | ---- | ---- |
| 1    | 波爾明   | 爱尔兰        | 武豊   | 岳伯仁   | 118      | 126  | 6    | 6    |
| 2    | 重禮     | 法國          | 李慕華 | 杜誠高   | 116      | 126  | 4    | 2    |
| 3    | 耀滿瓶   | 日本          | 莫雷拉 | 尾關知人 | 116      | 126  | 7    | 4    |
| 4    | 山海小區 | 德国          | 龐可立 | 錫丹壁   | 116      | 126  | 4    | 7    |
| 5    | 植物科研 | 法國          | 布宜學 | 費伯華   | 113      | 126  | 4    | 5    |
| 6    | 多巴先生 | 香港          | 何澤堯 | 方嘉柏   | 113      | 126  | 5    | 10   |
| 7    | 勇戰神駒 | 香港          | 田泰安 | 苗禮德   | 112      | 126  | 6    | 9    |
| 8    | 勇猛神駒 | 香港          | 蘇兆輝 | 沈集成   | 110      | 126  | 7    | 8    |
| 9    | 瑪蓮必勝 | 日本          | 連達文 | 手塚貴久 | 112      | 122  | 5    | 3    |
| 10   | 石器時代 | 爱尔兰        | 莫雅   | 岳伯仁   | 118      | 121  | 3    | 1    |

宣佈獲選馬匹後退出馬匹：翩然舞姿（12月2日退出）
- 波爾明2022年勝出夏域錦標（英语：Hardwicke Stakes）[29]，育馬者盃草地大賽跑獲第六後，幕後決定避戰日本盃而轉戰香港瓶。
- 重禮2021年勇奪尼爾錦標（英语：Prix Niel），今年聖格盧大賽（英语：Grand Prix de Saint-Cloud）亦跑獲第三。
- 耀滿瓶是2019年及上屆香港瓶得主，今場賽事再配上贏馬拍檔莫雷拉力爭第三度勝出此賽。
- 山海小區在今年巴登大賽（英语：Grosser Preis von Baden）力壓上年凱旋門大賽冠軍驚世詩才（英语：Torquator Tasso）及今年德國打吡（英语：Deutsches Derby）冠軍驚艷力作奪冠[30]。
- 植物科研在多維爾大賽（英语：Grand Prix de Deauville）力壓愚者眼界奪冠。
- 多巴先生是應屆皇太后紀念盃冠軍，上仗在馬會盃跑獲季軍。
- 勇戰神駒上季表現失望，但亦曾在女皇盃跑獲季軍，曾考慮參加寶塚紀念賽，但在遮打盃後放棄。
- 勇猛神駒是2021年皇太后紀念盃冠軍。
- 瑪蓮必勝在今年伊丽莎白女王杯力戰下跑獲亞軍。
- 石器時代兩歲時仍為處女馬，三歲時贏出李奧柏馬場三級賽打吡預賽錦標。上仗遠征美國角逐育馬者盃草地大賽於桀驁之戀後面跑獲亞軍[31]。

#### 香港瓶賽事結果
| 名次   | 馬號 | 馬匹     | 時間    | 勝負距離 |
| ------ | ---- | -------- | ------- | -------- |
| 1      | 9    | 瑪蓮必勝 | 2:27.53 |          |
| 2      | 5    | 植物科研 | 2:27.76 | 1-1/2    |
| 3      | 3    | 耀滿瓶   | 2:27.83 | 1-3/4    |
| 4      | 7    | 勇戰神駒 | 2:28.01 | 3        |
| 5      | 10   | 石器時代 | 2:28.15 | 3-3/4    |
| 6      | 2    | 重禮     | 2:28.25 | 4-1/2    |
| 7      | 6    | 多巴先生 | 2:28.43 | 5-1/2    |
| 8      | 1    | 波爾明   | 2:28.52 | 6-1/4    |
| 9      | 8    | 勇猛神駒 | 2:29.05 | 9-1/2    |
| 不適用 | 4    | 山海小區 | 不適用  | 不適用   |

### 香港短途錦標
開跑時間：14:50（UTC+8）
| 馬號 | 馬匹     | 代表國家/地區 | 騎師     | 練馬師   | 國際評分 | 負磅 | 馬齡 | 檔位 |
| ---- | -------- | ------------- | -------- | -------- | -------- | ---- | ---- | ---- |
| 1    | 福逸     | 香港          | 莫雅     | 高伯新   | 120      | 126  | 6    | 10   |
| 2    | 顯心星   | 香港          | 薛恩     | 方嘉柏   | 116      | 126  | 6    | 11   |
| 3    | 險峰懸壁 | 日本          | 連達文   | 池江泰壽 | 115      | 126  | 7    | 8    |
| 4    | 金鑽貴人 | 香港          | 潘頓     | 文家良   | 115      | 126  | 4    | 3    |
| 5    | 聚才     | 香港          | 何澤堯   | 大衛希斯 | 115      | 126  | 7    | 7    |
| 6    | 日照飛駿 | 日本          | 丸田恭介 | 宗像義忠 | 114      | 126  | 6    | 2    |
| 7    | 當家猴王 | 香港          | 布文     | 韋達     | 113      | 126  | 6    | 5    |
| 8    | 林家準將 | 新加坡        | 貝善利   | 馬定賢   | 112      | 126  | 5    | 4    |
| 9    | 韋小寶   | 香港          | 班德禮   | 伍鵬志   | 111      | 126  | 7    | 12   |
| 10   | 蟲草成名 | 香港          | 蘇兆輝   | 高伯新   | 110      | 126  | 4    | 11   |
| 11   | 速遞奇兵 | 香港          | 嘉里     | 蔡約翰   | 110      | 126  | 5    | 9    |
| 12   | 好眼光   | 香港          | 李慕華   | 蔡約翰   | 110      | 126  | 6    | 6    |
| 13   | 齊叫好   | 日本          | 麥道朗   | 武英智   | 111      | 122  | 4    | 14   |
| 14   | 拉丁城市 | 日本          | 莫雷拉   | 松下武士 | 111      | 122  | 5    | 1    |

宣佈獲選馬匹後退出馬匹：錶之未來（12月7日在香港賽馬會現役馬匹名單上取消登記），由後備馬速遞奇兵補上。
後備馬匹：錶之智能、八仟師
- 福逸是2021-22年馬季最佳短途馬，並贏得女皇銀禧紀念盃及蟬聯主席短途獎[32]。今季復出亦以135磅重磅勝出精英碗。因主戰騎師巴度墮馬受傷，今仗強配莫雅。
- 顯心星力求以原配搭衛冕香港短途錦標。
- 險峰懸壁是2002年香港短途錦標參戰馬信念 (馬)的兒子。在短途馬錦標跟前輕勝而回[33]，今仗易配連達文出戰。
- 金鑽貴人是2021-22年香港最佳新馬得主，今季即以強勢贏出特首盃及馬會短途錦標[3]。
- 聚才兩度贏出國慶盃，今場改配何澤堯。
- 日照飛駿以半冷身份勝出高松宮紀念[34]，短途馬錦標亦能奪季。
- 當家猴王勝出百週年紀念短途盃，首嘗一級賽滋味。
- 林家準將在新加坡1200米賽事未逢敵手，今年勝出新加坡打吡（英语：Singapore Derby）及獅城盃，上仗避戰新加坡金盃，在一場1班賽以重磅一放到底。
- 韋小寶忠心準繩，多次在不同賽事跑得接近，今季轉倉後在馬會短途錦標爆冷奪季，伍鵬志首季開倉即派馬參加香港國際賽事。
- 蟲草成名由藝人米雪擁有，上季以3歲馬身份勝出沙田銀瓶。
- 好眼光上季4捷，今季在馬會短途錦標跑獲第四。
- 速遞奇兵是上年香港短途錦標季軍，但之後表現反覆。
- 齊叫好在5月贏得京王盃春季盃，9月的人馬錦標更打破中京競馬場1200米場地紀錄時間大勝而回，不過總是和一級賽無緣。
- 拉丁城市是上年香港短途錦標亞軍，今年在維多利亞一哩賽跑獲季軍，安田紀念賽後因傷休戰接近半年，直接出戰香港短途錦標。

#### 香港短途錦標賽事結果

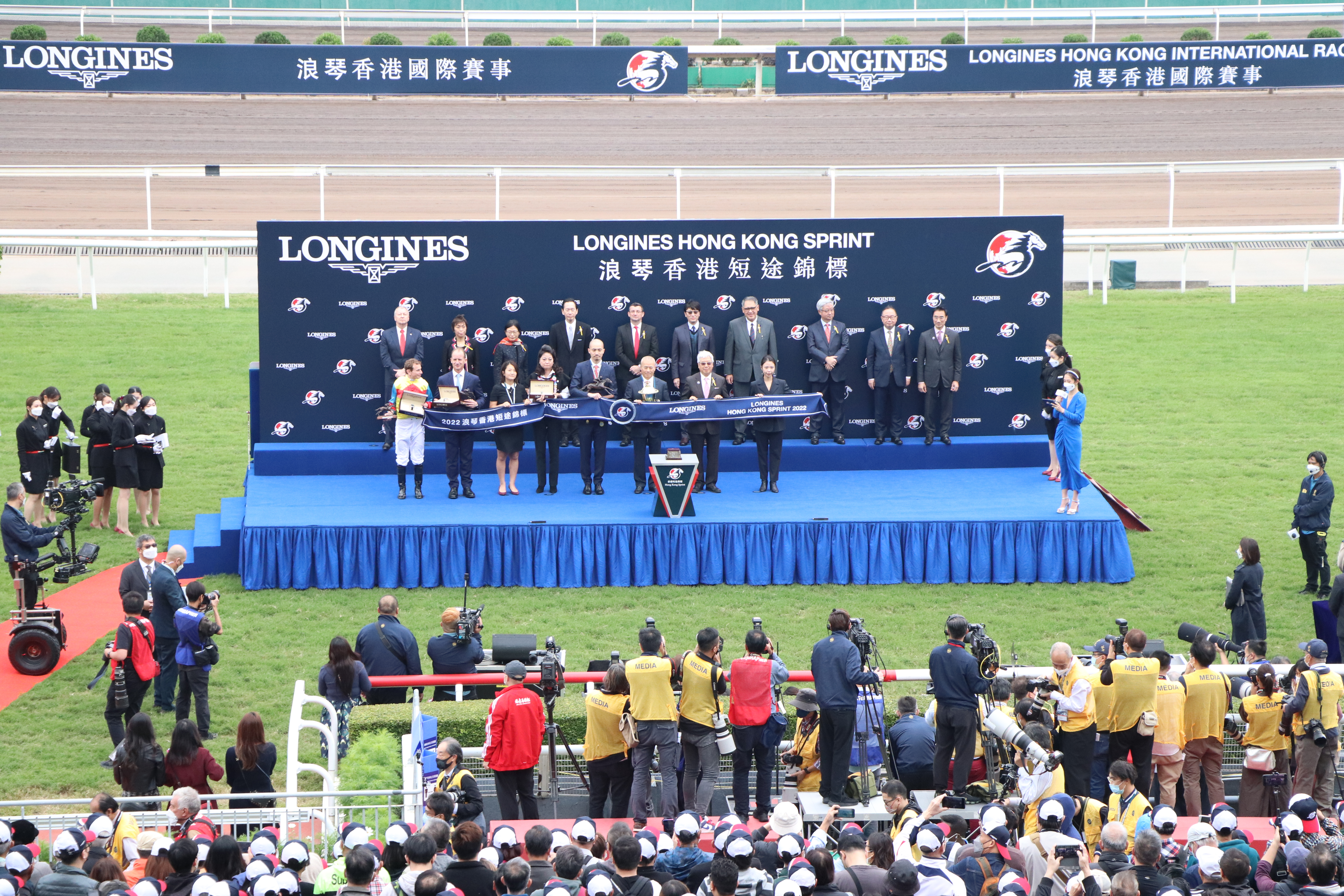
2022年香港短途錦標頒獎典禮，勝出馬匹福逸

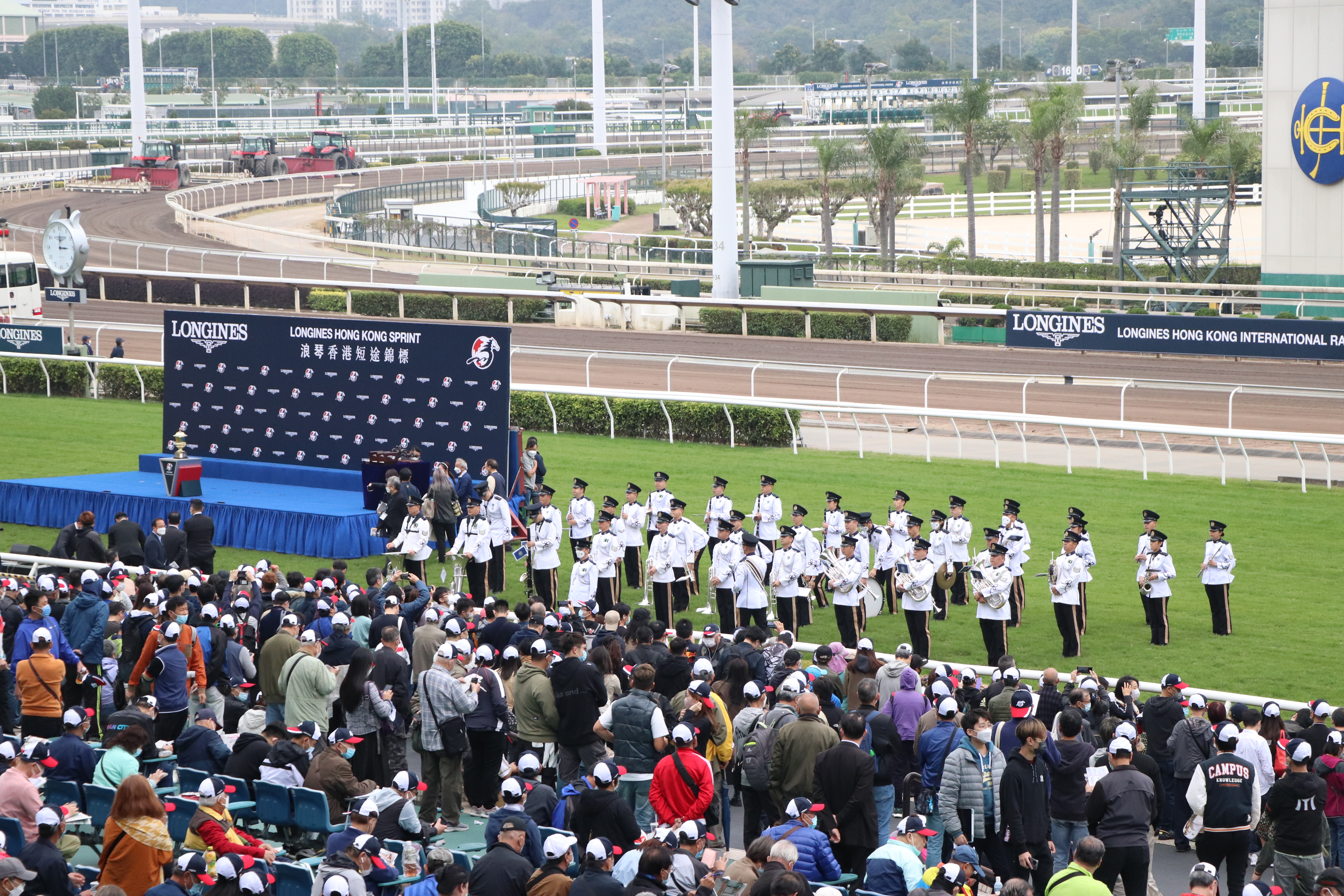
香港警察樂隊為2022年香港短途錦標頒獎典禮演奏

| 名次 | 馬號 | 馬匹     | 時間    | 勝負距離 |
| ---- | ---- | -------- | ------- | -------- |
| 1    | 1    | 福逸     | 1:08.76 |          |
| 2    | 12   | 好眼光   | 1:08.90 | 3/4      |
| 3    | 2    | 顯心星   | 1:08.95 | 1-1/4    |
| 4    | 11   | 速遞奇兵 | 1:09.02 | 1-1/2    |
| 5    | 13   | 齊叫好   | 1:09.02 | 1-1/2    |
| 6    | 4    | 金鑽貴人 | 1:09.17 | 2-1/2    |
| 7    | 10   | 蟲草成名 | 1:09.20 | 2-3/4    |
| 8    | 5    | 聚才     | 1:09.22 | 2-3/4    |
| 9    | 7    | 當家猴王 | 1:09.23 | 3        |
| 10   | 6    | 日照飛駿 | 1:09.38 | 4        |
| 11   | 9    | 韋小寶   | 1:09.47 | 4-1/2    |
| 12   | 3    | 險峰懸壁 | 1:09.57 | 5        |
| 13   | 14   | 拉丁城市 | 1:09.75 | 6-1/4    |
| 14   | 8    | 林家準將 | 1:09.80 | 6-1/2    |

### 香港一哩錦標
開跑時間：15:50（UTC+8）
| 馬號 | 馬匹     | 代表國家/地區 | 騎師   | 練馬師   | 國際評分 | 負磅 | 馬齡 | 檔位 |
| ---- | -------- | ------------- | ------ | -------- | -------- | ---- | ---- | ---- |
| 1    | 金鎗六十 | 香港          | 何澤堯 | 呂健威   | 124      | 126  | 7    | 4    |
| 2    | 加州星球 | 香港          | 潘頓   | 告東尼   | 121      | 126  | 4    | 2    |
| 3    | 戰舞者   | 日本          | 莫雅   | 堀宣行   | 118      | 126  | 5    | 8    |
| 4    | 速度大師 | 日本          | 李慕華 | 手塚貴久 | 118      | 126  | 4    | 1    |
| 5    | 夏威夷   | 香港          | 蘇兆輝 | 蔡約翰   | 118      | 126  | 7    | 9    |
| 6    | 美麗同享 | 香港          | 布文   | 告東尼   | 116      | 126  | 6    | 5    |
| 7    | 指數定律 |               | 麥道朗 | 凌靄琛   | 116      | 126  | 4    | 10   |
| 8    | 幸福笑容 | 香港          | 梁家俊 | 沈集成   | 112      | 126  | 6    | 7    |
| 9    | 勁搏     | 香港          | 賀銘年 | 蔡約翰   | 110      | 126  | 6    | 3    |
| 10   | 野田赤蠍 | 日本          | 布宜學 | 安田隆行 | 116      | 125  | 3    | 6    |

宣佈獲邀馬匹名單後退出馬匹：都靈太陽、嬌紅灘（參加拍賣會後改以沙特盃為目標）
排位後退出馬匹：戰舞者（12月10日早上退出比賽，因左前腿不良於行）
- 香港馬王金鎗六十成為香港賽馬職業化以來，贏馬次數最多的香港賽駒，亦成為累積獲得最多獎金的香港賽駒[36]。如能贏出此賽事，就可以成為繼好爸爸之後第二匹此賽三連霸的香港賽駒。
- 香港經典盃、慶典盃及東方表行沙田錦標冠軍加州星球在港出道以來非冠即亞，先後於冠軍一哩賽與馬會一哩錦標都於金鎗六十後面跑獲亞軍。
- 上屆季軍戰舞者在前仗每日王冠，以打破東京競馬場1800米場地紀錄時間贏馬。
- 速度大師是2021年NHK一哩盃冠軍，2022年一場未勝，但在安田紀念賽殺入亞席。上仗一哩冠軍賽受阻下仍跑獲第五，幕後隨即決定遠征香港。
- 夏威夷在今年董事盃中，把握機會中止金鎗六十連勝佳績。
- 美麗同享2021-22年馬季連勝獅子山錦標及精英盃，特別在精英盃中慢閘下仍能勝出。
- 指數定律於英國受訓時，曾在法國贏出莊柏德大賽（英语：Prix Jean Prat）[37]。轉往澳洲受訓後，今年在杜勒讓賽（英语：Toorak Handicap）跑獲亞軍。
- 幸福笑容去年在香港一哩錦標中亦取下亞軍。
- 勁搏自2021年香港經典一哩賽一場未勝，今年亦於冠軍一哩賽中跑入季席。
- 野田赤蠍今年力壓一哩冠軍賽冠軍秀逸小島贏出NHK一哩盃，秋季再取下富士錦標季軍。

#### 香港一哩錦標賽事結果

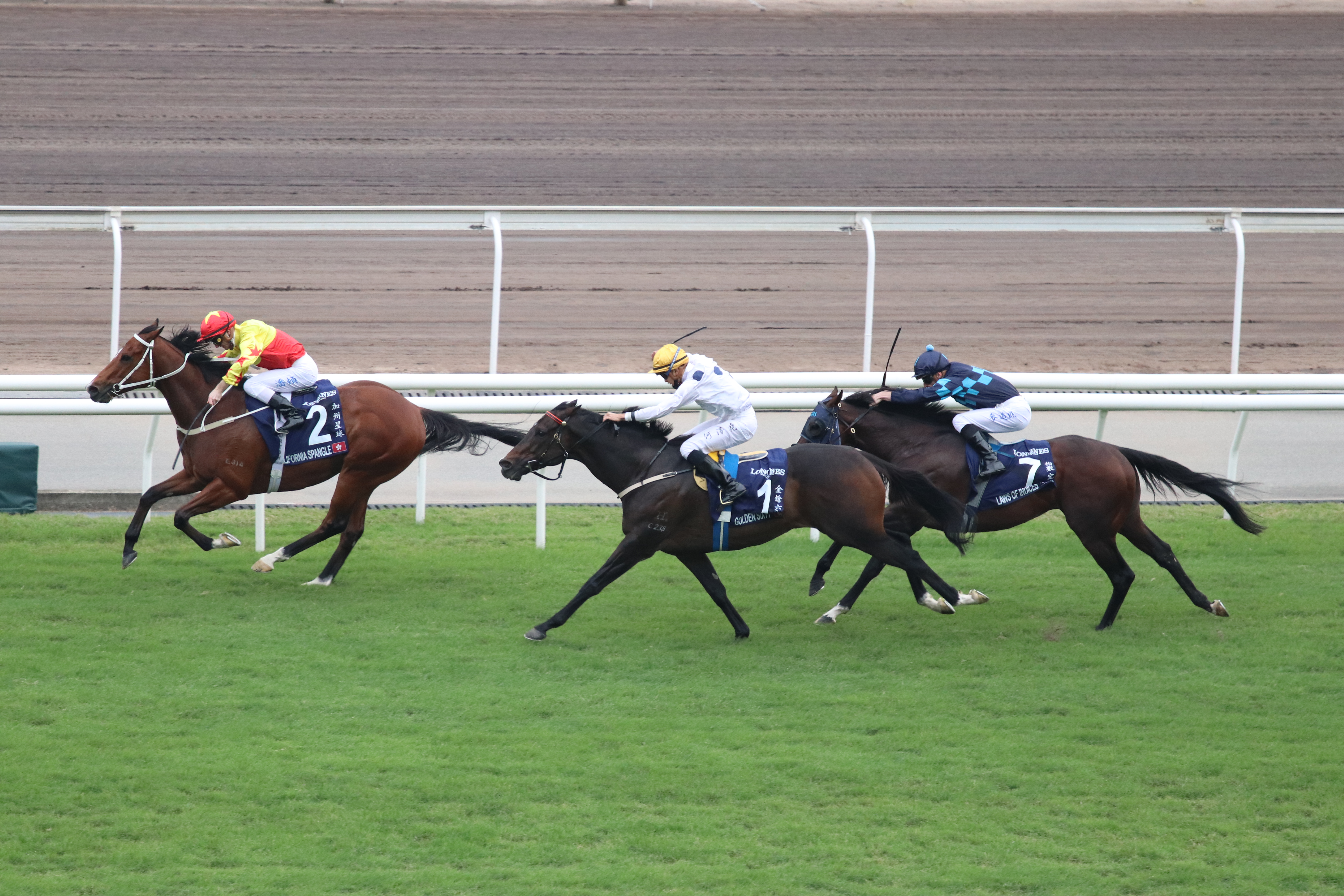
2022年香港一哩錦標賽事三甲馬匹（左起）：加州星球、金鎗六十、指數定律

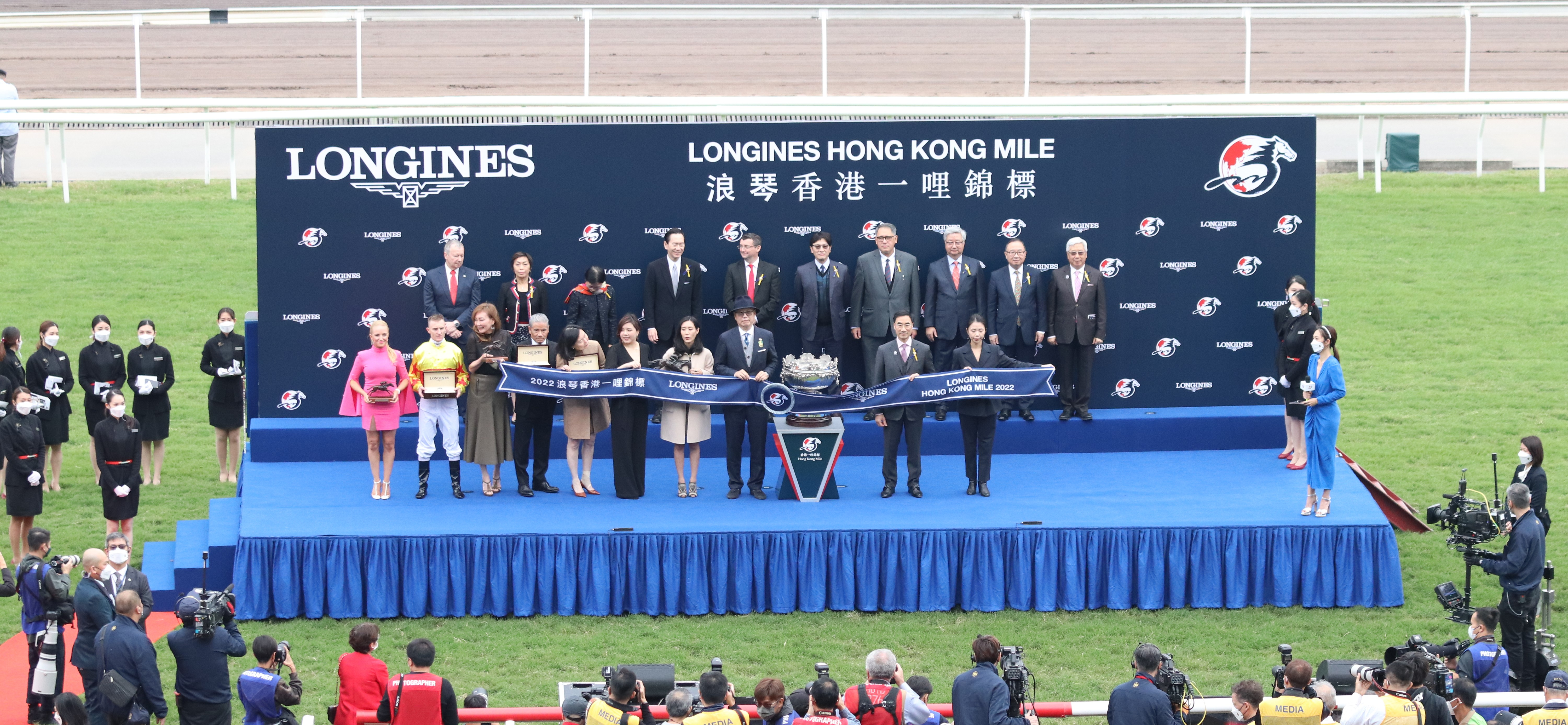
2022年香港一哩錦標頒獎典禮，勝出馬匹加州星球

| 名次 | 馬號 | 馬匹     | 時間    | 勝負距離 |
| ---- | ---- | -------- | ------- | -------- |
| 1    | 2    | 加州星球 | 1:33.41 |          |
| 2    | 1    | 金鎗六十 | 1:33.48 | 頸位     |
| 3    | 7    | 指數定律 | 1:33.66 | 1-1/2    |
| 4    | 6    | 美麗同享 | 1:34.24 | 5-1/4    |
| 5    | 8    | 幸福笑容 | 1:34.65 | 7-3/4    |
| 6    | 10   | 野田赤蠍 | 1:34.76 | 8-1/2    |
| 7    | 9    | 勁搏     | 1:34.89 | 9-1/4    |
| 8    | 5    | 夏威夷   | 1:34.91 | 9-1/4    |
| 9    | 4    | 速度大師 | 1:35.68 | 14-1/4   |

### 香港盃
開跑時間：16:30（UTC+8）
| 馬號 | 馬匹     | 代表國家/地區 | 騎師     | 練馬師   | 國際評分 | 負磅 | 馬齡 | 檔位 |
| ---- | -------- | ------------- | -------- | -------- | -------- | ---- | ---- | ---- |
| 1    | 本初之海 | 日本          | 吉田豊   | 矢作芳人 | 121      | 126  | 5    | 8    |
| 2    | 浪漫勇士 | 香港          | 麥道朗   | 沈集成   | 120      | 126  | 4    | 7    |
| 3    | 金積驥   | 日本          | 武豊     | 藤岡健一 | 119      | 126  | 4    | 2    |
| 4    | 澳國勳章 | 爱尔兰        | 莫雅     | 岳伯仁   | 119      | 126  | 5    | 11   |
| 5    | 將王     | 香港          | 薛恩     | 韋達     | 117      | 126  | 5    | 5    |
| 6    | 野田小子 | 日本          | 北村友一 | 安田隆行 | 116      | 126  | 4    | 6    |
| 7    | 飛輪閃耀 | 香港          | 布文     | 沈集成   | 116      | 126  | 6    | 12   |
| 8    | 嘉應之星 | 香港          | 霍宏聲   | 告東尼   | 114      | 126  | 7    | 9    |
| 9    | 發財先鋒 | 香港          | 蘇兆輝   | 羅富全   | 110      | 126  | 5    | 4    |
| 10   | 玖寶     | 香港          | 田泰安   | 韋達     | 110      | 126  | 6    | 10   |
| 11   | 地標圖形 | 日本          | 布宜學   | 木村哲也 | 119      | 123  | 3    | 3    |
| 12   | 麗冠花環 | 日本          | 莫雷拉   | 高野友和 | 112      | 122  | 5    | 1    |

- 2022年中山紀念賽冠軍及杜拜草地大賽平頭冠軍本初之海上仗於秋季天皇賞以大逃的方式於春秋分後面跑獲亞軍。
- 拍賣馬浪漫勇士是上季最大進步馬匹、最佳四歲馬及最佳中距離馬，在港出道以來九戰八勝，今年先後攻下香港經典一哩賽、香港打吡大賽以及女皇盃[38]。上仗馬會盃更打破沙田馬場2000米分級賽場地記錄時間輕勝而回。
- 金積驥出道以來累積七場勝利，於今年三月打破中京競馬場2000米紀錄時間奪得金鯱賞[39]，八月亦勝出札幌紀念賽（日语：札幌記念）[40]。秋季天皇賞跑獲第四後，幕後決定改配武豐出戰香港盃。
- 澳國勳章曾於2020年參加香港一哩錦標，一直主攻一哩，今年勝出詩人錦標（英语：Minstrel Stakes），亦在隆尚磨坊大賽（英语：Prix du Moulin de Longchamp）奪亞。育馬者盃一哩大賽跑獲第六名後，幕後決定出戰香港盃，自2020年秋季以來再次出戰2000米或10化郎賽事[31]。
- 上屆季軍將王是上季最佳長途馬，今年先後勝出香港金盃及遮打盃。
- 野田小子自2020年希望錦標以來從未取勝，但亦在上戰一哩冠軍賽中跑獲亞軍。
- 飛輪閃耀上季分別勝出婦女銀袋賽以及精英碟，上屆香港盃亦跑獲第五名，今季先後在沙田錦標以及馬會盃跑獲亞軍。
- 以往專攻一哩的嘉應之星上季開始轉戰中長距離賽事，遮打盃跑獲亞軍。
- 發財先鋒前仗在首次與蘇兆輝合作下，一放到底贏出婦女銀袋賽並取下香港賽事首勝。
- 玖寶在港僅獲一勝，不過上季至今多番在分級賽上名，包括香港金盃先於馬王金鎗六十衝過終點。
- 地標圖形是繼2016年的標誌名駒後，再有日本二千堅尼冠軍參與香港國際賽事。
- 麗冠花環是2021年大阪盃冠軍，今年大阪盃亦能奪得亞軍，上仗在每日王冠跑獲第四後決定再次征港。

#### 香港盃賽事結果

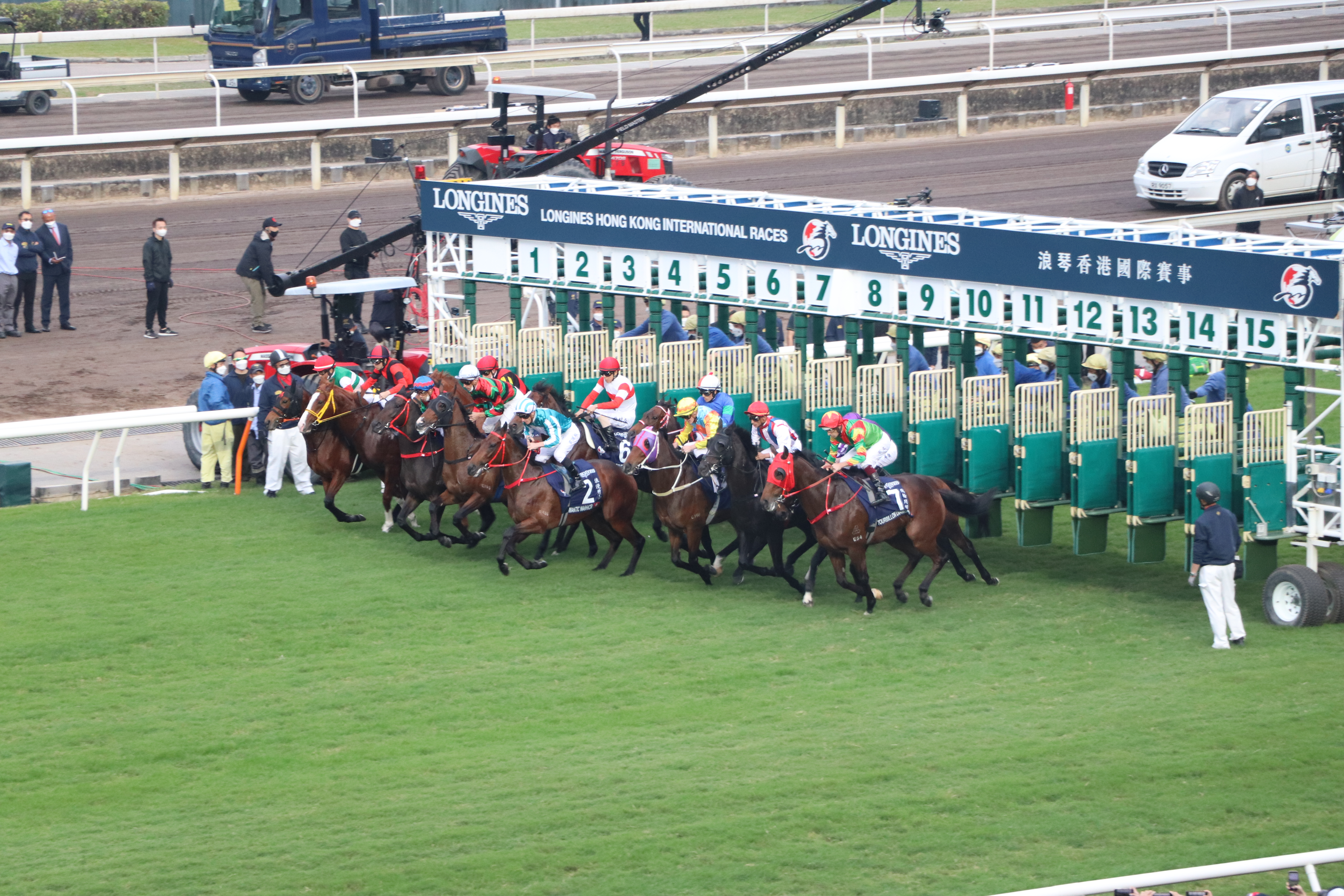
2022年香港盃賽事開始時馬匹出閘

| 名次 | 馬號 | 馬匹     | 時間    | 勝負距離 |
| ---- | ---- | -------- | ------- | -------- |
| 1    | 2    | 浪漫勇士 | 1:59.70 |          |
| 2    | 6    | 野田小子 | 2:00.44 | 4-1/2    |
| 3    | 9    | 發財先鋒 | 2:00.54 | 5-1/4    |
| 4    | 7    | 飛輪閃耀 | 2:00.68 | 6-1/4    |
| 5    | 5    | 將王     | 2:00.69 | 6-1/4    |
| 6    | 11   | 地標圖形 | 2:00.79 | 6-3/4    |
| 7    | 3    | 金積驥   | 2:00.84 | 7-1/4    |
| 8    | 8    | 嘉應之星 | 2:01.15 | 9        |
| 9    | 12   | 麗冠花環 | 2:01.27 | 9-3/4    |
| 10   | 1    | 本初之海 | 2:01.98 | 14-1/4   |
| 11   | 4    | 澳國勳章 | 2:03.09 | 21-1/4   |
| 12   | 10   | 玖寶     | 2:03.10 | 21-1/4   |

### 相關事件

#### 莫雷拉牌照問題
騎師莫雷拉自9月21日跑馬地賽事後，從未策騎馬匹上陣，並稱需要接受治療。11月22日，有賽馬媒體指莫雷拉將於香港國際賽事當日策騎日本馬匹。日本方面亦證實消息。11月23日香港賽馬會宣佈，莫雷拉已經放棄馬會騎師牌照。香港賽馬會行政總裁應家柏指，莫雷拉需要12月6日抵達香港，並得到醫生證明，方可在香港國際賽事當日策騎。莫雷拉已於12月7日通過香港賽馬會認可醫生檢查，可於香港國際賽事當日策騎。

## 主要紀錄
- 日本代表派出14匹賽駒參賽，為歷屆之冠，不包括戰舞者退出比賽，總共有13匹馬參賽。
- 浪漫勇士成為首匹在香港盃中以2分之內完成賽事馬匹

## 其他活動
香港國際賽事恢復12月9日星期五晚舉行之晚宴，在香港會議展覽中心舉行，並向麥道朗頒發浪琴全球最佳騎師獎項。

## 備註
1. ↑  原定由巴度策騎，但因為巴度在上個月底墮馬受傷，由莫雅接替。
2. ↑  原定由池添謙一策騎，但因為池添謙一上次在日本策騎過終點時墮馬受傷，由麥道朗接替
3. ↑  原定由蘇銘倫策騎，但因為蘇銘倫在法國策騎時犯規，由10月14日起罰停六十個賽馬日，原定由莫雷拉策騎的速遞奇兵因改騎拉丁城市而需要易配。
4. ↑  原定由巴度策騎，但因為巴度在上個月底墮馬受傷，由布文接替。

## 外部連結
- 浪琴香港國際賽事2022 （页面存档备份，存于） 香港賽馬會
- 馬匹往續指南 （页面存档备份，存于） （截至2022年11月30日成績）